# Lopharcha quinquestriata
Lopharcha quinquestriata es una especie de polilla de la familia Tortricidae. Se encuentra en Java en Indonesia.